# استنهاوس بی، استرالیای جنوبی
استنهاوس بی (به انگلیسی: Stenhouse Bay) یک شهرک در استرالیا است که در استرالیای جنوبی واقع شده‌است.